# Indian Island 28
Indian Island 28 är ett reservat i Kanada.   Det ligger i provinsen New Brunswick, i den östra delen av landet, 800 km öster om huvudstaden Ottawa. Arean är 0,27 kvadratkilometer.
I omgivningarna runt Indian Island 28 växer i huvudsak blandskog. Runt Indian Island 28 är det mycket glesbefolkat, med 7 invånare per kvadratkilometer.